# Portugal i olympiska sommarspelen 1932
Portugal deltog med 6 deltagare vid de olympiska sommarspelen 1932 i Los Angeles. Ingen av landets deltagare erövrade någon medalj.